# Katastrofa lotu Air Vietnam 706
Katastrofa lotu Air Vietnam 706 – katastrofa lotnicza, która wydarzyła się 15 września 1974 roku na terenie bazy lotniczej w południowo-wietnamskim mieście Phan Rang-Tháp Chàm. Rejs nr 706 linii Air Vietnam został porwany podczas lotu do Sajgonu. Napastnik odbezpieczył granat podczas lotu, co doprowadziło do zniszczenia maszyny. Zginęli wszyscy obecni na pokładzie – 75 osób.

## Samolot
Samolotem, który uległ katastrofie był Boeing 727-121C (nr rej. XV-NJC) i numerze seryjnym 19819/516, należący do narodowego przewoźnika Wietnamu Południowego – Air Vietnam. Samolot po raz pierwszy wzbił się w powietrze 4 stycznia 1968.

## Przebieg porwania
Lot nr 706 obsługiwał regularne połączenie na trasie Đà Nẵng – Sajgon. Jednym z pasażerów feralnego dnia był Lê Đức Tân – porucznik w armii południowo-wietnamskiej, niedługo przed lotem zdegradowany ze stopnia kapitana za kradzież dwóch samochodów. Bez przeszkód przeszedł kontrolę bezpieczeństwa. Gdy samolot wystartował, żołnierz wstał z miejsca i zaczął grozić załodze, że jeśli nie zawrócą do Hanoi w Wietnamie Północnym, to wysadzi samolot za pomocą dwóch granatów wojskowych. Piloci nie spełnili jego żądań. Podczas próby awaryjnego lądowania w bazie lotniczej w mieście Phan Rang-Tháp Chàm samolot ostro skręcił w lewą stronę i spadł z wysokości 1000 stóp (300 m). Śledczy uznali, że przyczyną katastrofy była prawdopodobnie eksplozja granatu. Nigdy nie ustalono motywu działania porywacza.